# Puan Klent

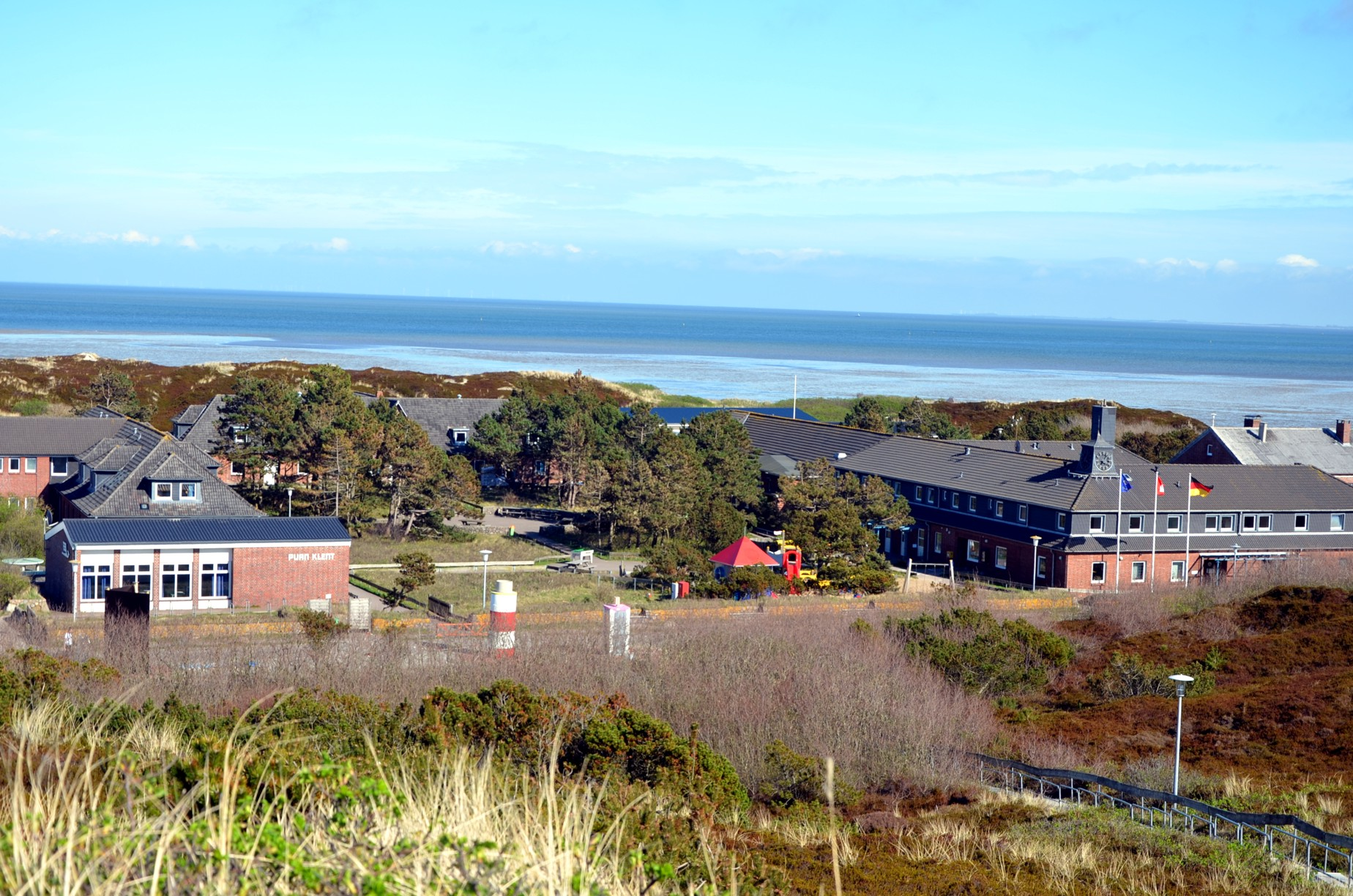
Puan Klent

Das Hamburger Jugenderholungsheim Puan Klent ist ein Jugendgästehaus in der Gemarkung Rantum im südlichen Bereich der Gemeinde Sylt auf Sylt. Betrieben wird das Haus von der gleichnamigen Stiftung. Im Haus ist eine Station der Schutzstation Wattenmeer untergebracht.

## Geschichte
Der Standort des heutigen Jugenderholungsheimes ist ein ehemaliges militärisches Barackenlager aus dem Ersten Weltkrieg. Um 1919 war Sylt noch eine weitgehend unerschlossene Insel. Bis 1951 gab es z. B. zwischen Westerland und Hörnum keine andere Verbindung als die Inselbahn.
Der Arzt Knud Ahlborn war von der gesundheitlichen Förderung des Nordseeklimas so überzeugt, dass er 1918/19 nach Unterbringungsmöglichkeiten für unterernährte Kinder und Jugendliche aus Hamburg und Altona suchte. Er übernahm das Barackenlager Groß Vlie (Friesisch: Schwemmland) mit seinen großen Wattwiesen. Der Hamburger Jugendverband erwarb schließlich das Grundstück und begann am 1. Oktober 1919 mit den Umbauarbeiten für ein Jugendferienlager. Der Name wurde in Anlehnung an eine nahe gelegene Düne in „Pauns Klint“ (Pauls Kliff) geändert. Daraus wurde 1929/1930 Puan Klent.
1972 erfolgte die Unterschutzstellung der gesamten Rantumer Dünenlandschaft mit Ausnahme des Heimgeländes und seiner Zuwege. 1984 wurden Sanitärräume an das Jungenhaus angebaut, 1993 an das Mädchenhaus. Seither wurden zahlreiche bauliche Maßnahmen zur Modernisierung der Anlage unternommen.
Am 19. Dezember 2017 stellte die Stiftung Puan Klent, welches das Erholungsheim betreibt, Insolvenzantrag. Nach Bereitstellung benötigter Mittel in Höhe von 380.000 Euro durch eine Zuwendung der Hamburger Behörde für Arbeit, Soziales, Familie und Integration sowie private Spenden, wurde der Insolvenzantrag am 31. Januar 2018 zurückgezogen und der planmäßige Betrieb wieder aufgenommen.
Danach begannen Planungen zur Sanierung, dem Um- und Ausbau der Anlage zu einem "Dünendorf" sowie Neuausrichtung der Nutzung auch als Familienbildungs- und Begegnungsstätte. Es gab 2020 auch einen entsprechenden Architektenwettbewerb. Für das gesamte Vorhaben wurden finanzielle Mittel in Höhe von € 15 Mio. kalkuliert. Nachdem sich eingeplante Förderungen aus Bundesmitteln nicht realisierten, wurde das Projekt Ende 2023 bis auf Weiteres aufgegeben.